# منخپررع
| ra | mn | xpr |

| ra | mn | xpr |

منخپررع (به انگلیسی: Menkheperre) شاهزاده‌ای از دودمان هجدهم مصر بود و یکی از دو پسر شناخته‌شدهٔ فرعون تحوتموس سوم و همسر بزرگ سلطنتی مریت‌رع-حتشپسوت بود. نام او همان نام خسروی پدرش است، به معنی «تجلّیات رع، جاودانه است».
او یکی از شش فرزند شناخته‌شدهٔ تحوتموس سوم و مریت‌رع-حتشپسوت است. خواهر و برادران او عبارتند از: فرعون آمنهوتپ دوم و شاهدخت‌های نبت‌یونت، مریت‌آمون سی و مریت‌آمون دی و ایست. او در کنار خواهرانش در تندیس مادربزرگ مادری‌شان، هویی، به تصویر کشیده شده است (که هم‌اکنون در موزه بریتانیا نگهداری می‌شود). احتمالاً برخی از تکه‌های گلدان‌های کانوپی از دره ملکه‌ها مربوط به او هستند.